# دانيال نورييغا
دانيال نورييغا (بالإسبانية: Daniel Noriega) هو مدرب كرة قدم ولاعب كرة قدم فنزويلي في مركز الهجوم، ولد في 30 مارس 1977 في بويرتو أورداز في فنزويلا. شارك مع منتخب فنزويلا لكرة القدم. أما مع النوادي، فقد لعب مع إنديبندينتي ميديلين وديبورتيفو تاشيرا وديبورتيفو لارا ورايو فايكانو ومينيروس دو غويانا ونادي سبورتينغ كريستال ونادي كاراكاس ويونيون دي سانتا في.

## وصلات خارجية
- دانيال نورييغا على موقع الاتحاد الدولي (مؤرشف)  (الإنجليزية)
- دانيال نورييغا على موقع قاعدة بيانات كرة القدم.إي يو (الإنجليزية)
- دانيال نورييغا على موقع ناشيونال فوتبول تيمز (الإنجليزية)
- دانيال نورييغا على موقع Soccerway.com (الإنجليزية)